# Абрамова, Лариса Михайловна
Лариса Михайловна Абрамова (род. 14 сентября 1957 г., пос. Мебельный Макаровского района БАССР) – советский российский геоботаник, доктор биологических наук, профессор, заведующая лабораторией дикорастущей флоры и интродукции травянистых растений Ботанического сада-института Уфимского научного центра РАН, исследователь дикорастущей флоры Южного Урала.

## Биография
Лариса Михайловна Абрамова родилась 14 сентября 1957 г. в поселке Мебельный Макаровского района БАССР (ныне — село Бельское Стерлитамакского района Башкортостана). В 1974 г. поступила в Башкирский государственный университет, на биологический факультет, где ее учителем был геоботаник профессор Б.М. Миркин. Закончив биологический факультет, работала в БГУ, в лаборатории геоботаники, которая проводила работы по картированию и оптимизации кормовых угодий. В 1987 г. защитила кандидатскую диссертацию «Сегетальная растительность Башкирского Предуралья (опыт ординационно-классификационного анализа)» в Тартуском университете в Эстонии.
В 1988-1998 г. — старший научный сотрудник лаборатории геоботаники Башкирского государственного университета. С 1998 г. — заведующая лабораторией дикорастущей флоры и интродукции травянистых растений Ботанического сада-института Уфимского научного центра РАН. В 2004 г. в Пермском государственном университете защитила докторскую диссертацию «Синантропизация растительности: закономерности и возможности управления процессом (на примере Республики Башкортостан)».
Под руководством Л.М. Абрамовой защищено 20 диссертационных работ. Является членом Диссертационного совета Д 212.013.11 в Башкирском государственном университете.
Заслуженный деятель науки Республики Башкортостан (2013).
Член Международной ассоциации наук о растительности (IAVS), Русского ботанического общества, Московского общества испытателей природы.

## Научная деятельность
Исследования Л.М. Абрамовой в области популяционно-онтогенетического направления позволили оценить состояние природных популяций целого ряда редких видов республики. Во многом благодаря ее работам удалось спасти от полного уничтожения родиолу иремельскую, эндемик Южного Урала. На базе ее исследований ведутся реинтродукционные работы по искусственному восстановлению численности популяций редких растений, находящихся под угрозой исчезновения. Л.М. Абрамовой проводится исследование адвентивной флоры Южного Урала, распространения и биологии инвазионных видов, адвентизации и синантропизации растительного покрова. Выявлено более 200 очагов инвазии карантинных сорных растений из родов Ambrosia, Cyclachaena, Heracleum, Bidens, изучена их биология, определены пути проникновения и причины инвазионного успеха, оценены последствия внедрения в экосистемы Южного Урала, экологический вред для региона. Составлен список флоры РБ из 55 наиболее агрессивных и вредоносных чужеродных растений, разработаны методы контроля их численности и распространения. Исследованиями охвачены и соседние регионы — Оренбургская и Челябинская области. Информация передается государственным службам по карантинному и фитосанитарному надзору.
Л.М. Абрамовой ведутся интродукционные исследования по введению в культуру целого ряда новых, нетрадиционных для Башкортостана видов полезных растений, а также дикорастущих видов, перспективных для культивирования в качестве лекарственных, пряно-ароматических, декоративных и других групп полезных растений
Л.М. Абрамова является автором более 450 публикаций.

## Основные работы
- Опыт наукометрического анализа состояния ботаники в СССР // Бот. журн. 1980. Т. 65. № 9. С. 1296-1302. (соавт. Миркин Б.М., Розенберг Г.С.)
- Опыт классификации сегетальной растительности Башкирского Предуралья с использованием флористических критериев // Биол. науки. 1983. № 6. С. 55-58.
- Синтаксономия сегетальной растительности советского Дальнего Востока. II. Сахалин. Ред. журн. «Биол. науки». М., 1989. Деп. в ВИНИТИ 23.06.89 г. № 4149-В89. 18 с. (соавт. Ульянова Т.Н.)
- Консорция Мазинга. 1995. // Бот. журн. 1996. Т. 81. № 4. С. 130-131. (соавт. Миркин Б.М.)
- Ambrosia artemisiifolia и Ambrosia trifida (Asteraceae) на юго-западе Республики Башкортостан // Бот. журн. 1997. Т. 82. № 1. С. 66-74.
- Синантропизация степей: методы оценки и возможности управления процессом / Л. М. Абрамова [и др.] // Вопросы степеведения. Оренбург, 2000. С. 62-69.
- Возможности восстановления биоразнообразия степной растительности: посевы многолетних трав // Экология. 2000. № 6. С. 4734-75. (соавт. Хасанова Г. Р.)
- Опыт изучения синантропизации при пастбищной дигрессии степей Зауралья методом трансект // Экология. 2001. № 6. С. 474-477. (соавт. Юнусбаев У. Б.)
- Пряно-ароматические и лекарственные растения в производстве алкогольных напитков. М., 2008 (соавт.).
- Основные закономерности синантропизации разных типов растительности Республики Башкортостан // Экология. 2010. № 3. С. 168-172.
- Современное состояние и структура природных популяций Dictamnus gymnostylis Stev. на Южном Урале // Бюл. МОИП. Отд. биол. 2011. Т. 116, вып. 5. С. 32-38. (соавт. Мустафина А. Н., Андреева И. З.)
- Экспансия чужеродных видов растений на Южном Урале: анализ причин и экологических угроз // Экология. 2012. № 5.С. 1-7.
- Продромус растительных сообществ Республики Башкортостан / С. М. Ямалов, В. Б. Мартыненко, Л. М. Абрамова [и др.]. Уфа: АН РБ, Гилем, 2012. 100 с.
- Уникальные памятники природы — шиханы Тратау и Юрактау / Л. М. Абрамова [и др.]. Уфа: Гилем, 2014. 333 с.
- Результаты интродукционного изучения Allium narcissifolium Vill. в Ботаническом саду-институте УНЦ РАН // Вестн. Удмуртск. унта. Сер.: Биология. Науки о Земле. 2017. Т. 27. № 2. C. 165-170. (соавт. Тухватуллина Л.А.)[1]
- К синтаксономии и экологии сообществ с участием инвазионного вида Hordeum jubatum L. на Южном Урале // Растительность России. 2020. № 38. С. 13-26. (соавт. Голованов Я.М.)[5]